# 威廉斯維爾 (密蘇里州)
威廉斯維爾（英語：Williamsville）是一个美國城市，位於密苏里州韦恩县。根據2010年的人口普查，當地人口為342人。

## 地理
威廉斯維爾位于36°58′22″N 90°32′53″W / 36.97278°N 90.54806°W (36.972909,-90.548164)。
根据美国人口普查局，该城市的总面积為0.32平方英里（0.83平方）。